# Yaginumaella wuermli
Yaginumaella wuermli är en spindelart som beskrevs av Zabka 1981. Yaginumaella wuermli ingår i släktet Yaginumaella och familjen hoppspindlar. Inga underarter finns listade i Catalogue of Life.